# Nucleasa efectora de tipus activador de la transcripció
Les nucleases efectores de tipus activador de la transcripció (TALEN, per les sigles en anglès: Transcription Activator-Like Effector Nucleases) són eines biotecnològiques basades en proteïnes que permeten modificar l'ADN de manera precisa. Les TALEN combinen dominis d'unió a l'ADN derivats de proteïnes naturals (efectors tipus activador de la transcripció) amb una nucleasa (normalment FokI) que talla l'ADN en un lloc específic.
Aquest sistema és altament adaptable, ja que els dominis d'unió poden dissenyar-se per reconèixer seqüències concretes d'ADN. Quan dues TALENs s’uneixen a seqüències complementàries al voltant d’un lloc objectiu, activen la nucleasa per tallar l’ADN, permetent canvis com insercions, eliminacions o substitucions mitjançant els mecanismes naturals de reparació cel·lular.
Les TALEN han estat àmpliament utilitzades en investigació genètica, medicina i agricultura, tot i que han estat parcialment substituïdes per tecnologies com el CRISPR-Cas9, que és més simple i eficient.

## Domini d'unió de l'ADN amb el TALE
Els efectors del TAL són proteïnes secretades pel bacteri Xanthomonas a través del seu sistema de secreció de tipus III quan infecten plantes. El domini d'unió a l'ADN conté una seqüència repetida de 33-34 aminoàcids altament conservada amb els aminoàcids 12è i 13è divergents. Aquestes dues posicions, denominades Variables de Repetició Diresidue (RVD), són molt variables i mostren una forta correlació amb el reconeixement de nucleòtids específics. Aquesta relació directa entre la seqüència d'aminoàcids i el reconeixement d'ADN ha permès l'enginyeria de dominis d'unió a ADN específics mitjançant la selecció d'una combinació de segments repetits que contenen els RVD apropiats. En particular, els canvis lleus en els RVD i la incorporació de seqüències dels RVD no convencionals poden millorar l'especificitat de l'objectiu.

## Domini d'escissió d'ADN
El domini d'escissió d'ADN no específic de l'extrem de la endonucleasa FokI pot usar-se per construir nucleases híbrides que són actives en un assaig de llevat. Aquests reactius també són actius en cèl·lules vegetals i animals. Els estudis inicials de les TALEN van utilitzar el domini d'escissió de FokI de tipus salvatge, però alguns estudis posteriors de les TALEN també van utilitzar variants del domini d'escissió de FokI amb mutacions dissenyades per millorar l'especificitat i l'activitat d'escissió. El domini FokI funciona com un dímer, requerint dues construccions amb dominis d'unió d'ADN únics per a llocs en el genoma diana amb l'orientació i l'espaiat adequats. Tant el nombre de residus d'aminoàcids entre el domini d'unió a l'ADN dels TALE i el domini d'escissió de FokI com el nombre de bases entre els dos llocs individuals d'unió del TALE, semblen ser paràmetres importants per aconseguir alts nivells d'activitat.

## Construccions d'enginyeria de les TALEN
La simple relació entre la seqüència d'aminoàcids i el reconeixement de l'ADN del domini d'unió del TALE permet l'enginyeria eficient de proteïnes. En aquest cas, la síntesi de gens artificials és problemàtica a causa de l'aparellament inadequat de la seqüència repetitiva que es troba en el domini d'unió del TALE. Una solució d'això és utilitzar un programa de software disponible públicament (DNAWorks) per calcular oligonucleòtids adequats per a l'acoblament en un acoblament d'oligonucleòtids de PCR de dos passos seguit d'amplificació de gens complets. També s'has informat de diversos esquemes d'acoblament modular per generar construccions dissenyades del TALE. Tots dos mètodes ofereixen un enfocament sistemàtic per dissenyar dominis d'unió a l'ADN que és conceptualment similar al mètode d'acoblament modular per generar dominis de reconeixement d'ADN amb dits de zinc.

## Transfecció
Una vegada s'han assemblat les construccions de les TALEN, s'insereixen en plasmidis; les cèl·lules diana després es transfecten amb els plasmidis i els productes gènics s'expressen i entren al nucli per accedir al genoma. Alternativament, les construccions de les TALEN poden administrar-se a les cèl·lules com ARNm, el que elimina la possibilitat d'integració genòmica de la proteïna que expressa les TALEN. L'ús d'un vector d'ARNm també pot augmentar dràsticament el nivell de reparació dirigida per homologia (HDR) i el succés de la introgressió durant l'edició de gens.

## Edició del genoma

### Mecanismes
Les TALEN es poden utilitzar per editar genomes induint trencaments de doble cadena (DSB), a les que les cèl·lules responen amb mecanismes de reparació.
La unió d'extrems no homòlegs (NHEJ) lliga directament l'ADN de qualsevol costat d'una ruptura de doble cadena on hi ha molt poca o cap superposició de seqüència per l'aparellament. Aquest mecanisme de reparació indueix errors en el genoma a través d'indels (inserció o deleció) o reordenament cromosòmic; qualsevol d'aquests errors pot fer que els productes genètics codificats en aquesta ubicació no siguin funcionals. A causa que aquesta activitat pot variar segons l'espècie, el tipus de cèl·lula, el gen diana i la nucleasa utilitzada, s'ha de controlar al dissenyar nous sistemes. Es pot executar un assaig d'escissió d'heterodúplex simple que detecta qualsevol diferència entre dos al·lels amplificats per PCR. Els productes d'escissió es poden visualitzar en gels d'agarosa simples o sistemes de gel en placa.
Alternativament, l'ADN es pot introduir en un genoma a través de la NHEJ en presència de fragments d'ADN de doble cadena d'exògens. La reparació dirigida per homologia també pot introduir ADN estrany en el DSB ja que les seqüències de doble bri transfectades s'utilitzen com a plantilles pels enzims de reparació.

### Aplicacions
Les TALEN s'han utilitzat per modificar eficientment els genomes de les plantes, creant cultius alimentaris d'importància econòmica amb qualitats nutricionals favorables. També s'han aprofitat per desenvolupar eines per a la producció de biocombustibles. A més, s’ha utilitzat per dissenyar clons de cèl·lules mare embrionàries humanes modificades de manera estable, clons de cèl·lules mare pluripotents induïdes (IPSC) i línies cel·lulars eritroides humanes per generar bestioles genoanul·lades de les anomenades knock-out, com ara C. elegans, rates, ratolins i peixos zebra. A més, el mètode es pot utilitzar per generar organismes knock-in. Wu et al. van obtenir exemplars SP110 knock-in usant les ninases de les TALEN per induir una major resistència a la tuberculosi. Aquest enfocament també s'ha utilitzat per generar rates knock-in mitjançant microinjecció d'ARNm de les TALEN en embrions unicel·lulars. Les TALEN també s'han utilitzat experimentalment per corregir els errors genètics subjacents a la malaltia. Per exemple, s'ha utilitzat in vitro per corregir els defectes genètics que causen trastorns com l'anèmia de cèl·lules falciformes, la xerodèrmia pigmentada i la epidermòlisi ampul·lar. Recentment, es va demostrar que les TALEN poden usar-se com a eines per aprofitar el sistema immunològic per combatre el càncer; l'adreçament intervingut per les TALEN pot generar cèl·lules T que són resistents als fàrmacs quimioterapèutics i mostren activitat antitumoral. En teoria, l'especificitat de tot el genoma de les fusions de les TALEN dissenyades permet la correcció d'errors en els loci genètics individuals a través de la reparació dirigida per homologia a partir d'una plantilla exògena correcta. En realitat, però, l'aplicació in situ de les TALEN està actualment limitada per la falta d'un mecanisme de lliurament eficient, factors immunogènics desconeguts i la incertesa en l'especificitat de la unió de les TALEN. Una altra aplicació emergent de les TALEN és la seva capacitat per combinar-se amb altres eines d'enginyeria del genoma, com les meganucleases. La regió d'unió a l'ADN d'un efector del TAL es pot combinar amb el domini d'escissió d'una meganucleasa per crear una arquitectura híbrida que combini la facilitat d'enginyeria i l'activitat d'unió d'ADN altament específica d'un efector del TAL amb la baixa freqüència i especificitat d'una meganucleasa. En comparació amb altres tècniques d'edició del genoma, les TALEN se situen al mig en termes de dificultat i cost. A diferència de les ZFN, les TALEN reconeixen els nucleòtids individuals. És molt més senzill dissenyar interaccions entre els dominis d'unió a l'ADN de les TALEN i els seus nucleòtids diana de crear interaccions amb els ZNF i els seus triplets de nucleòtids diana. D'altra banda, la CRISPR es basa en la formació de complexos de ribonucleòtids en lloc del reconeixement de proteïnes / ADN. Els ARNg poden dirigir-se a gairebé qualsevol seqüència del genoma i poden produir-se de forma econòmica, cosa que fa que la CRISPR sigui més eficient i menys costosa que les TALEN i els ZFN. Les TALEN són en última instància 200 vegades més cares que les CRISPR i triguen més mesos més a realitzar-se.

## Precisió de nucleasa efectora del TAL
L'activitat fora de l'objectiu d'una nucleasa activa pot conduir a trencaments indesitjades de la doble cadena i, en conseqüència, pot produir reordenaments cromosòmics i/o mort cel·lular. S'han realitzat estudis per comparar la toxicitat relativa associada a les nucleases de les tecnologies disponibles. Amb base en aquests estudis i la distància teòrica màxima entre la unió de l'ADN i l'activitat nucleasa, es creu que les construccions de les TALEN tenen la major precisió de les tecnologies disponibles actualment.